# امامزاده جعفر بن موسی
امامزاده جعفربن موسی مربوط به دوره قاجار -قرن ۹ ه‍.ق است و در شهرستان نوشهر، بخش کجور، روستای هزار خال کجور واقع شده و این اثر در تاریخ ۱۰ بهمن ۱۳۸۳ با شمارهٔ ثبت ۱۱۳۴۶ به‌عنوان یکی از آثار ملی ایران به ثبت رسیده است.